# Иван Дмитриевич Всеволож
Иван Дмитриевич Всеволож (в ряде источников — Всеволожский) — видный московский боярин, игравший важную роль в годы правления Василия I Дмитриевича и Василия II Тёмного. Происходил из боярского рода Всеволожей — потомков смоленских князей, утративших княжеский титул.

## На службе у Василия II
После смерти князя Василия I Иван Дмитриевич, женатый на его двоюродной сестре, пользуясь большим влиянием при дворе, вместе с Софьей Витовтовной и митрополитом Фотием принял деятельное участие в поддержке Василия II в борьбе за великокняжеский престол с Юрием Дмитриевичем. Занимал видные позиции при дворе Василия II. После набега ордынских войск на Галич в 1428 году был одним из руководителей московского войска, посланного вдогонку за татарами. Именно тогда у Ивана Дмитриевича произошёл первый конфликт с московским боярством: в то время как он с князьями Андреем и Константином Дмитриевичами, не догнав татар, повернули назад, князья Фёдор Давыдович Стародубский и Фёдор Константинович Добрынский, не подчинившись распоряжениям командования, продолжили погоню и, догнав татарские войска, разгромили их и отбили пленных, заслужив за это большую честь.
Иван Дмитриевич вместе с Софьей Витовтовной принял участие в разработке судебной реформы, согласно которой права московского наместника были ограничены в пользу дворовых удельных князей. По мнению А. А. Зимина, реформа не была шагом назад, а была лишь обусловлена необходимостью сплотить московских удельных князей в борьбе с Юрием Дмитриевичем.
В 1432 году Иван Дмитриевич принял деятельное участие в борьбе за ярлык на великое княжение между Василием II и Юрием Дмитриевичем при дворе хана Улу-Мухаммеда. По прибытии в ставку хана Василий II получил многочисленные почести, так как пользовался покровительством знатного вельможи даруги Минбулата, в то время как князь Юрий Дмитриевич подвергся многочисленным притеснениям и унижениям. Вскоре Юрия взял под покровительство ордынский вельможа Тегиня, с которым он уехал в Крым. За время их отсутствия Иван Дмитриевич, пользуясь распрями среди ордынских вельмож, сумел убедить ордынскую знать в том, что с вокняжением Юрия усилится влияние Тегини, что, в свою очередь, грозило ордынским правителям сильными притеснениями со стороны последнего. Таким образом, благодаря деятельности Ивана Дмитриевича, спор из-за великого княжения между князьями Юрием Дмитриевичем и Василием II был решён ханом в пользу последнего.
Положение осложнилось с возвращением Юрия и Тегини в ханскую ставку. Иван Дмитриевич сумел убедить хана, что Василий стремится стать великим князем, признавая своё вассальное положение по отношению к Орде и находясь в полной покорности к воле хана. Верховную волю хана Иван Дмитриевич в своих аргументах ставил выше духовной грамоты Дмитрия Донского, что сильно повлияло на решение хана, окончательно склонившегося к утверждению Василия (правда, в силу многочисленных осложнений хан был вынужден прийти к компромиссному варианту).

## Разрыв с великим князем
Иван Дмитриевич имел большие родственные связи в кругах московской аристократии. Сам боярин был женат на дочери Микулы Васильевича Вельяминова (Микула происходил из знатного рода тысяцких Протасьевичей), т.е. двоюродной сестре великого князя Василия I Дмитриевича. Старшая дочь Ивана Дмитриевича была замужем за князем Андреем Владимировичем Радонежским, другая дочь — за великим тверским князем Юрием Александровичем. Его внучка была замужем за Василием Юрьевичем Косым. Иван Дмитриевич в своих дальнейших планах рассчитывал выдать замуж свою младшую дочь за великого князя, однако эти планы рухнули с обручением Василия II с Марией Ярославной Боровской. Кроме того, среди московского боярства начали распространяться слухи о заговорщических планах боярина в пользу Юрия Дмитриевича. Желая избежать опалы, Всеволожский осенью 1432 года бежал в Углич к князю Константину Дмитриевичу, а затем в Тверь, после чего перебрался в Галич, где жил при дворе противника Василия II Юрия Дмитриевича. В Галиче Иван Дмитриевич, по словам летописи, начал подговаривать Юрия к борьбе с Василием II.
С именем Ивана Всеволожа связана знаменитая история о золотом поясе Дмитрия Донского. 8 февраля 1433 года в Москве состоялась свадьба Василия Васильевича с Марией Ярославной. На свадьбу прибыл князь Дмитрий Шемяка вместе с братом Василием. Во время празднования Захарий Кошкин (по другой версии — Пётр Добрынский) «узнал» драгоценный пояс на Василии Юрьевиче: пояс якобы был украден у великого князя Дмитрия Донского во время его свадьбы с Евдокией Дмитриевной в Коломне и в дальнейшем попал к Василию Косому. Присутствовавшая на торжестве Софья Витовтовна сорвала пояс с Василия Юрьевича.
По утверждению Софьи, после кражи драгоценный предмет одежды достался боярину Ивану Всеволожу, в свою очередь подарившему его мужу своей внучки Василию Юрьевичу. Скорее всего, история с внезапно обнаруженным спустя 65 лет золотым поясом была выдумана Софьей и её окружением из мести к Всеволожу, перебежавшему на сторону Юрия Дмитриевича.
Василий Косой в гневе удалился. В результате Юрий Дмитриевич и его сыновья начали боевые действия против Москвы. После выступления Юрия Дмитриевича с сыновьями в поход на Москву в 1433 году Иван Всеволож присоединился к войску Юрия. Вслед за этим боярин всячески препятствовал мирным переговорам между представителями Юрия и великого князя. Вскоре после вокняжения Юрия на московском престоле Иван Дмитриевич начал проявлять недовольство, чувствуя себя ущемлённым и обойдённым. Недовольству Всеволожского способствовали как деятельность фаворита Юрия боярина С. Ф. Морозова, так и непоследовательность политики нового князя. Вскоре вместе с семьёй Иван Дмитриевич отъехал к Василию II в Коломну.
После выступления Юрьевичей против Василия II и разгрома московских войск Василий Васильевич, заподозрив Юрия в помощи сыновьям, выступил в поход на Галич. Заподозренный в связях с мятежными Юрьевичами, Иван Дмитриевич был ослеплён по приказу Василия II перед походом на Галич зимой 1433—1434 года. Его имения были конфискованы.

## В культуре
- Персонаж (как «Иоанн Димитриевич») романа Николая Полевого «Клятва при гробе Господнем. Русская быль XV века» (1832). В романе рассказывается, что Иван Дмитриевич ослеплён не был и скончался естественной смертью в начале первого великого княжения князя Юрия Дмитриевича.